# John MacDermott, Baron MacDermott
John Clarke MacDermott, Baron MacDermott, MC, PC (* 12. April 1896; † 13. Juli 1979) war ein britischer Jurist und Politiker, der als Lord of Appeal in Ordinary aufgrund des Appellate Jurisdiction Act 1876 als Life Peer auch Mitglied des House of Lords sowie zuletzt von 1951 bis 1971 Oberster Richter von Nordirland (Lord Chief Justice of Northern Ireland) war.

## Leben
MacDermott, Sohn eines Geistlichen, leistete nach dem Besuch des Campbell College in Belfast während des Ersten Weltkrieges Militärdienst und wurde für seine Tapferkeit 1918 bei Gefechtseinsätzen in Belgien, Frankreich und Deutschland mit dem Military Cross ausgezeichnet sowie zum Leutnant des Maschinengewehrkorps befördert. Im Anschluss absolvierte er ein Studium der Rechtswissenschaften an der Queen’s University Belfast und erhielt 1921 seine anwaltliche Zulassung bei der nordirischen Rechtsanwaltskammer (King’s Inns). Danach nahm er eine Tätigkeit als Barrister auf und wurde für seine anwaltlichen Verdienste in Nordirland 1936 zum Kronanwalt (King’s Counsel) ernannt. Während dieser Zeit wurde er 1934 auch Mitglied des Verwaltungsrates des Campbell College in Belfast.
Ende der 1930er Jahre nahm MacDermott zudem eine politische Laufbahn auf und 1938 zum Abgeordneten in das Parlament von Nordirland gewählt, in dem er bis 1944 den Wahlkreis Queen’s University vertrat. Während dieser Zeit war er 1939 kurzzeitig Vorsitzender des Parlamentsausschusses für Verkehr sowie danach von 1940 bis 1941 Minister für öffentliche Sicherheit. Als solcher wurde er außerdem 1940 Mitglied des Privy Council Nordirlands und war danach zwischen 1941 und 1944 Generalstaatsanwalt (Attorney General) von Nordirland.
Danach fungierte MacDermott, der 1942 auch sogenannter „Bencher“ der Anwaltskammer von King’s Inns wurde, zwischen 1944 und 1947 als Richter am Obersten Gerichtshof von Nordirland. Während dieser Zeit war er von 1944 bis 1946 auch Vorsitzender des Schiedsgerichts von Nordirland (Northern Ireland Arbitration Tribunal) sowie zwischen 1945 und 1947 Mitglied des Senats der Queen’s University Belfast.
Durch ein Letters Patent vom 23. April 1947 wurde MacDermott, der 1947 sowohl Privy Councillor als auch Ehren-Bencher der Anwaltskammer von Gray’s Inn wurde, aufgrund des Appellate Jurisdiction Act 1876 als Life Peer mit dem Titel Baron MacDermott, of Belmont in the City of Belfast, zum Mitglied des House of Lords in den Adelsstand berufen und wirkte bis 1951 als Lordrichter (Lord of Appeal in Ordinary).
Danach wurde Lord MacDermott 1951 Nachfolger von James Andrews Oberster Richter von Nordirland (Lord Chief Justice of Northern Ireland) und bekleidete dieses Richteramt zwanzig Jahre bis zu seiner Ablösung durch Robert Lowry 1971. Zugleich wurde er 1951 auch Prokanzler und erneut Mitglied des Senats der Queen’s University Belfast.
Sein Sohn John Clarke MacDermott war ebenfalls Barrister und wurde 1987 Richter (Lord Justice of Appeal) am Appellationsgericht (Court of Appeal) von Nordirland.

## Veröffentlichungen
- Law and practice in Northern Ireland, 1953
- Protection from power under English law, 1957
- Murder in 1963, 1963
- The interrogation of suspects in custody, 1968
- The decline of the rule of law, 1973
- An enriching life, 1979